# 諾亞·巴利歐紐沃
諾亞·巴利歐紐沃（1984年5月16日—）是一名阿根廷女子曲棍球運動員，曾代表國家參加2012年夏季奧林匹克運動會的女子曲棍球比賽，並獲得一面銀牌。